# Santa & Cie
Pour les articles homonymes, voir Santa.
Pour plus de détails, voir Fiche technique et Distribution.
Santa & Cie, ou Noël & Cie au Québec, est un film de Noël comique fantastique franco-belge écrit et réalisé par Alain Chabat, sorti en 2017.
Les 92 000 lutins de Santa, le père Noël, tombent malades en pleine préparation des cadeaux. Poussé par sa femme Wanda, il va descendre sur Terre pour rapporter autant de comprimés de vitamine C qu'il y a de lutins, afin de les guérir.

## Synopsis
Le 21 décembre Pôle Nord, Santa Claus, le père Noël (habillé strictement en vert), et ses lutins sont en pleine préparation de Noël. Malheureusement, durant une inspection de routine dans l'usine, le lutin superviseur, Magnus, tombe soudainement malade. Peu de temps après, tous les 92 000 lutins tombent simultanément malades. Avec sa femme Wanda Claus, Santa fait des recherches sur la maladie. Ils découvrent alors que le remède semble être le jus de prune de Kakadu, ou plus précisément la vitamine C qu'il contient. Poussé par sa femme, Santa descend sur terre à la recherche de vitamine C afin de guérir ses lutins.
La recherche s'avère plus difficile que prévu. Santa doit atterrir d'urgence à Paris, où sa visite d'une pharmacie se termine par son arrestation. Au poste de police, il fait la connaissance de l'avocat Thomas, qui vient de sortir de prison son frère Jay, délinquant multirécidiviste et magicien amateur. Santa, qui est parvenu à s'échapper, poursuit Thomas jusque chez lui pour l'implorer de l'aider alors que lui et sa femme Amélie tentent d’échapper à un repas de famille. Après avoir prouvé qu’il était bien le Père Noël, Santa explique sa situation à Thomas et Amélie.
Thomas et sa famille aident Santa à acquérir les tubes de vitamine C en parcourant toutes les pharmacies de la ville, tout en maintenant la bonne température pour Santa et ses rennes. Plus tard, Jay se retrouve dans la confidence. Finalement, Amélie trouve le moyen d’avoir les vitamines manquantes sur Amazon et propose d’utiliser les économies de Thomas pour une moto afin de payer la commande. Après les réclamations répétées de Santa, Amélie et Thomas décident de sortir en lui confiant leurs enfants Maëlle et Mathis. Après avoir reçu la commande, Santa demande de l'aide à Jay pour ranger les cartons de vitamine C dans sa hotte magique.
Le lendemain, à la veille de Noël, Santa s'aperçoit que sa hotte a disparu et le reproche à Thomas, ignorant que c’est en réalité Jay qui l’a subtilisée pour s'en servir dans un spectacle de magie donné à l'occasion de la fête d'anniversaire de Tatyana, la fille d'une millionnaire russe. Le magicien fait disparaître Tatyana dans la hotte magique, mais ne parvient pas à l’en faire ressortir. Il n’a alors pas d'autre choix que de s’enfuir. En se promenant en ville, Santa reçoit une vision qui lui montre que le monde a perdu sa joie et que le Pôle Nord, Wanda et lui-même vont disparaître s'il n'effectue pas sa livraison de cadeaux. Il se réveille dans une cellule après avoir été retrouvé par la police, tente de s’échapper à nouveau mais ses pouvoirs commencent à disparaître.
Thomas retrouve Jay et les deux frères se rendent au commissariat où ils retrouvent un Santa en pleine déprime qui refuse de les suivre. Jay décide de le faire rentrer de force dans sa hotte, avant de s’enfuir. Thomas parvient à convaincre Santa de ramener Tatyana, puis il contacte Amélie afin qu'elle pilote les rennes avec l'aide de ses enfants.
De retour au pôle Nord avec la famille de Thomas, Santa découvre qu’il n’a plus ses vitamines dans sa hotte. Cependant, Wanda lui montre les lettres de Maëlle et Mathis, dans lesquelles ils ont placé des vitamines qui suffisent à guérir tous les lutins. Santa stocke dans sa hotte les cadeaux désormais construits afin de commencer sa livraison avec la famille de Thomas, avant de les ramener chez eux. Une fois sa livraison terminée, Santa et Wanda décident de partir en vacances et d'explorer le monde.
N'ayant pas pu les inviter au repas du réveillon, la famille d’Amélie les attend toujours pour le repas du nouvel an.

## Fiche technique
- Titre original : Santa & Cie
- Titre québécois : Noël & Cie (« Noël et compagnie »)
- Titre de travail : Un cadeau du ciel
- Réalisateur et scénario : Alain Chabat
- Musique : Matthieu Gonet
- Décors : Jean-Philippe Moreaux
- Costumes : Olivier Bériot
- Photographie : Antoine Sanier
- Son : Pierre Excoffier, Nicolas Bouvet et Marc Doisne
- Montage : Grégoire Sivan
- Direction des effets visuels : Alain Carsoux
- Supervision des effets spéciaux : Bryan Jones
- Production : Alain Goldman
- Sociétés de production : Légende Productions, Chez Wam, avec la participation de Gaumont, France 2 Cinéma, Nexus Factory (Belgique), Umedia (Belgique)[1]
- Société de distribution : Gaumont (France), Belga Films (Belgique)
- Effets visuels numériques : Digital District (Paris) - Mikros image (Paris) - CGEV (Compagnie général des Effets visuels) (Paris) - Umedia VFX (Paris)
- Pays d’origine :  France,  Belgique
- Langues originales : français, et quelques dialogues en russe et chinois
- Format : couleur
- Durée : 100 minutes
- Genre : comédie, fantastique
- Dates de sortie :
  - France : 3 décembre 2017 (première à Paris) ; 6 décembre 2017 (sortie nationale)
  - Belgique : 6 décembre 2017
  - Canada : 6 décembre 2017 (Québec)

## Distribution
- Alain Chabat : Santa Claus, le père Noël
- Pio Marmaï : Thomas, l'avocat
- Golshifteh Farahani : Amélie, l'épouse de Thomas
- Bruno Sanches : Magnus et tous les autres lutins
- Louise Chabat : toutes les lutines
- Tara Lugassy : Maëlle, la fille de Thomas et Amélie
- Simon Aouizerate : Mathis, le fils de Thomas et Amélie
- David Marsais : l'inspecteur Olivier Le Guennec
- Grégoire Ludig : le commissaire Stéphane Bertoli
- Audrey Tautou : Wanda, l'épouse de Santa
- Johann Dionnet : Jay, le frère de Thomas
- Veronica Novak : Barbara, la Russe, maman de Tatyana
- Elena Plonka : Tatyana, la petite fille de l'anniversaire
- Jean-Pierre Bacri : Thierry, le père Noël rouge
- Thomas VDB : le dealer de bonne humeur dans le métro
- Patrick Timsit : l'oncle d'Amélie
- Kyan Khojandi : le frère d'Amélie
- Mark Grosy : le pharmacien
- Audrey Giacomini : la pharmacienne
- Stella Rocha : Gisèle / Gustavo
- Xing Xing Cheng : la grand-mère chinoise
- Sissi Duparc : la collègue d'Amélie au marché de Rungis
- Paloma Coquant : la barmaid de Rungis
- Ambre Larrazet : la policière
- Nicolas Lumbreras : le poissonnier
- Nagisa Morimoto : la guide du bateau-mouche
- Donia Eden : une membre de la famille d'Amélie

## Production

### Genèse et développement
Santa et Cie est le cinquième long métrage d'Alain Chabat, cinq ans après Sur la piste du Marsupilami, sorti en 2012. Le scénario de ce film est en cours de développement depuis plusieurs années. Une nouvelle bande annonce sort un mois avant la sortie du film en France.

### Attribution des rôles
Alain Chabat n'avait plus tourné dans un film depuis Réalité, en 2014, de Quentin Dupieux et un petit rôle dans Valérian et la Cité des mille planètes, trois ans plus tard, de Luc Besson.
Alain Chabat déclare à Version Femina qu'il a « organisé un casting, vu pas mal de gens dont Bruno Sanches, qui m'a épaté. Louise (Chabat) a passé des essais et j'ai vu ce qu'elle a fait. Je connais aussi sa bouille et je sais ce dont elle est capable. […] Je me suis dit : « Bon ben oui, c'est ma lutine. » Et le travail était très agréable, très professionnel parce que j'avais vraiment l'impression de diriger une comédienne et non ma fille. J'avais juste besoin de lui dire « Louise » et elle comprenait tout de suite ce que ce petit geste signifiait. »

### Tournage
Le tournage a débuté le 6 février 2017 à Paris et se termine le 31 mai 2017 en Île-de-France.

## Accueil

### Promotion
Un teaser a été mis en ligne le 31 mars 2017 disant « Alain et ses lutins commencent le tournage. Ouverture du cadeau : Noël 2017 ».
Le 31 octobre 2017, diffusion de la bande annonce du film dans les cinémas.
Le 3 décembre 2017, au cinéma Pathé Beaugrenelle, le film est projeté en avant-première, avec Alain Chabat et Audrey Tautou.

### Avant-première
Une avant-première du film a eu lieu à Rennes le 25 novembre 2017 en présence de l'acteur et de son équipe avant le visionnage.

### Box-office
Sorti en salles le 6 décembre 2017, Santa et Cie dépasse le million d'entrées avant la fin de l'année avec 1,28 million d'entrées comptabilisé le 29 décembre. Le cumul mondial est de 2 819 664 entrées, dont près de 2 millions en France.
| Semaine du | Semaine du                 | Entrées | Cumul     | no 1 du box-office hebdo.                   |
| ---------- | -------------------------- | ------- | --------- | ------------------------------------------- |
| 1          | 6 décembre au 12 décembre  | 578 133 | 578 133   | Star Wars, épisode VIII : Les Derniers Jedi |
| 2          | 13 décembre au 19 décembre | 339 569 | 917 702   | Star Wars, épisode VIII : Les Derniers Jedi |
| 3          | 20 décembre au 26 décembre | 363 000 | 1 280 702 | Star Wars, épisode VIII : Les Derniers Jedi |
| 4          | 27 décembre au 2 janvier   | 445 284 | 1 725 986 | Star Wars, épisode VIII : Les Derniers Jedi |
| 5          | 3 janvier au 9 janvier     | 215 681 | 1 941 667 | Jumanji : Bienvenue dans la jungle          |
| 6          | 10 janvier au 16 janvier   | 39 237  | 1 980 904 | Brillantissime                              |

## Autour du film
Dans une scène tournée devant un cinéma, on peut voir des affiches de films imaginaires (Horrorrious, Farka, Multiwarz...) parmi lesquelles une affiche de Red Is Dead, le moyen métrage d'horreur présent dans La Cité de la peur.